# Settimo Vittone
Settimo Vittone es una localidad y comune italiana de la ciudad metropolitana de Turín, región de Piamonte, con 1581 habitantes.

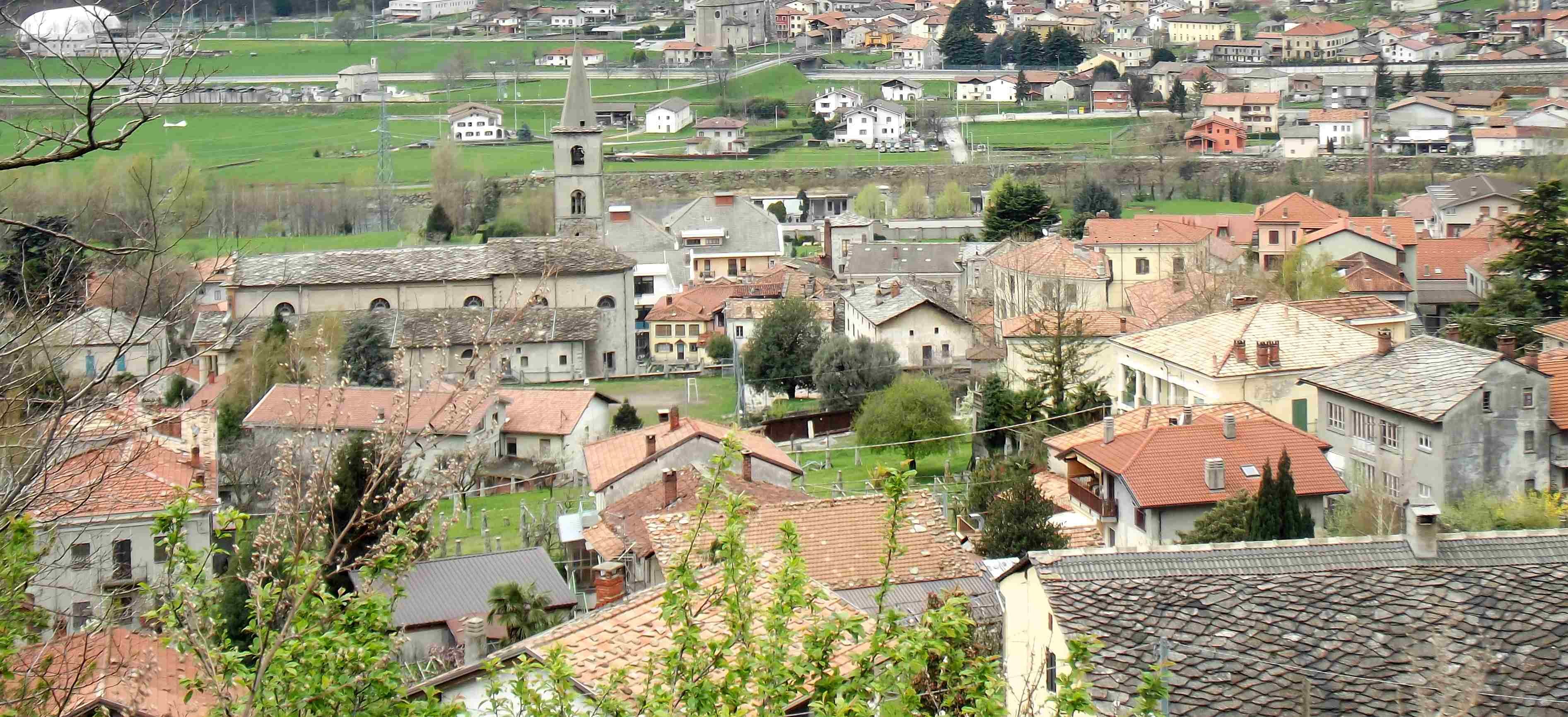
Panorama.

## Evolución demográfica
| Gráfica de evolución demográfica de Settimo Vittone entre 1861 y 2001 |
|                                                                       |
| Fuente ISTAT - elaboración gráfica de Wikipedia                       |

## Patrimonio y lugares de interés
- Castillo de Settimo Vittone.
- Castillo de Cesnola.
- Castillo de Montestrutto.
- Iglesia parroquial de San Lorenzo.
- Iglesia parroquial de Sant'Andrea Apostolo.
- Iglesia de San Giacomo.
- Capilla de San Quirico.
- Colma di Mombarone.